# Kirton-in-Lindsey
Kirton-in-Lindsey is een civil parish in het bestuurlijke gebied North Lincolnshire, in het Engelse graafschap Lincolnshire met 3231 inwoners.

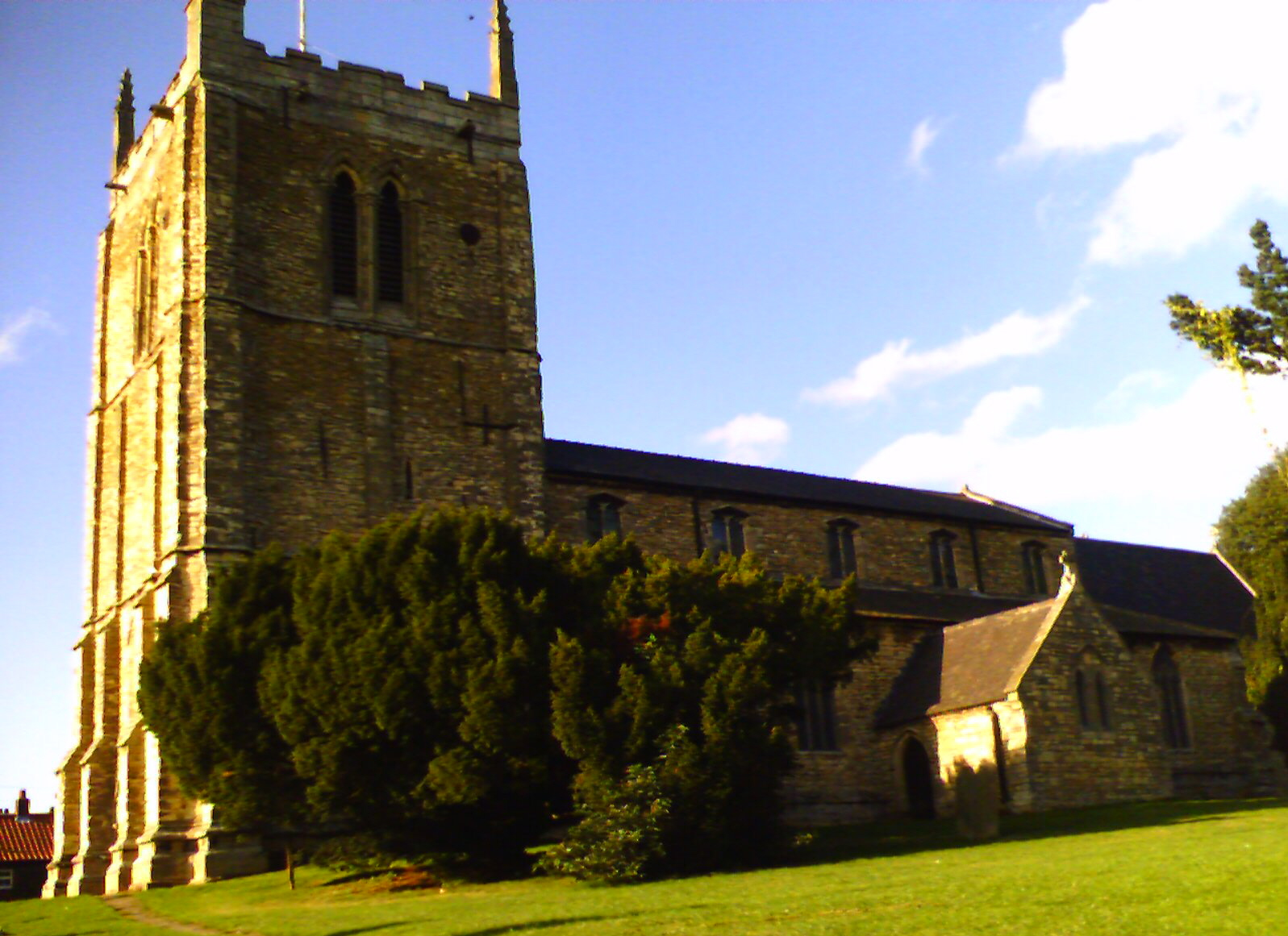
Kerk van St Andrew